# Circondario della Landa
Il circondario della Landa (in tedesco Landkreis Heidekreis; fino al 2011 circondario di Soltau-Falligbostel) è uno dei circondari dello stato tedesco della Bassa Sassonia.
Prende nome dalla Landa di Luneburgo.
Comprende 6 città, 17 comuni e 1 distretto extracomunale. Il capoluogo è Bad Fallingbostel, il centro maggiore Walsrode.

## Storia
Il circondario venne creato il 1º agosto 1977 dalla fusione dei circondari di Fallingbostel e Soltau.
Originariamente noto come "circondario di Soltau-Fallingbostel" (in tedesco Landkreis Soltau-Fallingbostel), assunse il nome attuale il 1º agosto 2011.

## Geografia antropica
Tra parentesi gli abitanti al 31 dicembre 2021, il capoluogo della comunità amministrativa è contrassegnato da un asterisco.

### Città e comuni
1. Bad Fallingbostel, città circondariale (12 209)
2. Bispingen (6 410)
3. Münster, città (15 059)
4. Neuenkirchen (5 680)
5. Schneverdingen, città (18 964)
6. Soltau, città (21 309)
7. Walsrode, città, comune indipendente (30 370)
8. Wietzendorf (4 156)

### Comunità amministrative (Samtgemeinde)
- Samtgemeinde Ahlden, con i comuni:

1. Ahlden (Aller) (1 553)
2. Eickeloh (794)
3. Grethem (639)
4. Hademstorf (867)
5. Hodenhagen * (3 108)

- Samtgemeinde Rethem (Aller), con i comuni:

1. Böhme (919)
2. Frankenfeld (525)
3. Häuslingen (776)
4. Rethem (Aller), città * (2 352)

- Samtgemeinde Schwarmstedt, con i comuni:

1. Buchholz (Aller) (2 142)
2. Essel (1 202)
3. Gilten (1 231)
4. Lindwedel (2 729)
5. Schwarmstedt * (5 834)

### Distretto extracomunale (Gemeindefreies Bezirk)
- Osterheide